# Липец, Эфраим Хаимович
Эфраим (Ефраим) Хаимович Липец (1902—1964) — генерал-майор Советской Армии.

## Биография
Ефраим Хаимович Липец родился 2 января 1902 года в Бердичеве в семье Хаима Фроимовича Липеца, сына владельца магазина сукна и пряжи, купца второй гильдии Фроима Овшиевича Липеца (1834—1901). Отец работал в филиале бумажной пряжи этого магазина, располагавшегося в доме Боярского на Соборной площади в Бердичеве. Племянник экономиста Д. А. Петровского и юриста Ф. Е. Нюриной. 
После окончания средней школы работал служащим. В 1929 году Липец окончил Московский институт народного хозяйства (ныне — Российский экономический университет имени Г. В. Плеханова).
Долгое время служил в финансовых органах Красной Армии. В 1940 году был назначен на должность начальника финансово-планового управления Главного управления артиллерии Рабоче-Крестьянской Красной Армии. Занимал эту должность и во время Великой Отечественной войны. 9 февраля 1944 года Эфраиму Липецу было присвоено воинское звание генерал-майора интендантской службы.
В ноябре 1952 года в связи с кампанией по борьбе с космополитизмом Липец был уволен в запас. Проживал в Москве. Скончался 5 ноября 1964 года, похоронен на Донском кладбище Москвы.
Был награждён орденом Красного Знамени, двумя орденами Отечественной войны 1-й степени, орденами Красной Звезды и «Знак Почёта», рядом медалей.
Двоюродные братья — инженер А. Е. Ниточкин, геолог А. Д. Петровский и писатель А. И. Шаров.